# Nectaropetalum
Nectaropetalum é um género botânico pertencente à família Erythroxylaceae.

## Espécies
| - Nectaropetalum acuminatum - Nectaropetalum capense - Nectaropetalum carvalhoi - Nectaropetalum congolense - Nectaropetalum eligulatum | - Nectaropetalum evrardii - Nectaropetalum kaessneri - Nectaropetalum lebrunii - Nectaropetalum zuluense |